# Kalanchoe daigremontiana
A Kalanchoe daigremontiana, também conhecida como calanchoê, mãe-de-milhares ou aranto, é uma planta suculenta nativa de Madagascar. Ela se distingue pela capacidade de reprodução vegetativa, através de brotos que crescem em suas folhas, e que caem no chão, continuando a propagação. Todas as partes da planta são venenosas (daigremontianin), e podem ser fatais se ingeridas por crianças ou animais de pequeno porte.
A Kalanchoe daigremontiana anteriormente chamanda Bryophyllum daigremontianum foi descrita por Jean-Henri Humbert e publicada em Annales du Museé Colonial de Marseille, sér. 2 2: 128–132. 1914.

## Morfologia
Pode atingir até 1 metro de altura, possui folhas do tipo lanceolada carnudas que chegam a 15–20 cm (6-8 polegadas) de comprimento e cerca de 3,2 centímetros (1,25 polegadas) de largura. Tem coloração verde médio e meio acinzentado acima das folhas e com manchas roxas embaixo. Plantas adultas também podem desenvolver raízes laterais envolto ao seu caule principal. A planta possui vários nós com dois ou três folhas em cada nó. As folhas da parte superior da plantas tendem a desenvolver desproporcionalmente, fazendo com que a haste principal dobre para baixo e, eventualmente, desenvolvem novos caules primários que se estabelecem como plantas independentes. Podem passar por um longo período de floração. A floração, no entanto, não é um evento anual e irá ocorrer esporadicamente.

## Distribuição
Kalanchoe daigremontiana é nativa do vale do rio Fiherenana e das montanhas Androhibolava, no sudoeste de Madagascar. Foi introduzido em inúmeras regiões tropicais e subtropicais, como Flórida, Porto Rico, Havaí, Venezuela, Argentina, Brasil, Uruguai e partes do sul da Europa.

## Propriedades anti-cancer
Aranto é um dos nomes populares usado para se referir à  Kalanchoe daigremontiana (antigamente Bryophyllum daigremontianum) Tem sido divulgado como uma planta capaz de curar cancer, o que é considerado apenas como um boato.
Segundo o médico oncologista clínico Carlos Eugênio Escovar, a afirmação de que o "aranto" pode curar cancer é falsa, o boato surgiu do fato de que há estudos iniciais mas que ainda não foram testados em humanos ou animais, por isso a planta não deve ser utilizada como medicamento.
Alexandre Palldino, Chefe da Seção de Oncologia Clínica do Instituto Nacional de Câncer diz que "Não há nenhuma evidência em estudos clínicos do benefício da planta Aranto no tratamento do câncer. A segurança de sua utilização também não foi avaliada, portanto, não devemos recomendar sua utilização."
Contudo, alguns estudos tem demonstrado que Kalanchoe daigremontiana tem mostrado resultados promissores do extratos da planta contra alguns tipo de cânceres, em condições experimentais, não foram executados os ensaios em humanos nem estabelecido um protocolo de utilização.
- Estudo identificou que cinco bufadienolídeos (1-5) isolados das folhas de Kalanchoe pinnata e Kalanchoe daigremontiana×tubiflora (Crassulaceae) foram examinados quanto aos seus efeitos inibitórios na ativação do antígeno precoce do vírus Epstein-Barr em células Raji induzidas pelo promotor tumoral, todos os bufadienolídeos apresentaram atividade inibitória, sendo que estes resultados sugerem fortemente que os bufadienolidos extraídos da de Kalanchoe pinnata e Kalanchoe daigremontiana ×tubiflora são potenciais agentes quimiopreventivos do câncer.[7]

- Os extratos de Kalanchoe daigremontiana nas formas extrato etanólico, frações diluição em água e diclorometano foras testados em tecidos de adenocarcinoma humano, câncer de ovário, linhagens celulares de câncer mama e melanoma. O extrato etanólico e a fração aquosa de K. daigremontiana não apresentaram atividade citotóxica significativa nas linhagens celulares testadas. Em contraste, a fração diclorometano mostrou a atividade mais forte contra todas as linhas celulares, resultados indicaram que esta atividade se deve principalmente à presença de bersaldegenina-1,3,5-ortoacetato.[8]
- Estudo analisou ação  do extrato aquoso de Kalanchoe daigremontiana em células câncer de ovário humano. O extrato apresentou atividade antiproliferativa e citotóxica significativa, induziu a despolarização da membrana mitocondrial e interrompeu significativamente o ciclo celular, a análise de PCR em tempo real revelou que o extrato pode induzir a morte celular do câncer de ovário, in vitro.[9]

- Estudo aplicada à terapia anticâncer feito com extrato aquoetanólico deKalanchoe daigremontiana e nano encapsulado em Poli (D,L-lactídeo-co-glicólido) mostraram que as nano cápsulas contendo o extrato aquoetanólico de K. daigremontiana apresentaram melhor desempenho citotóxico, em comparação com o extrato aquoetanólico não encapsulado em tecido celular de câncer de mama metastático, também  mostraram uma importante seletividade da citotoxicidade do nanoencapsulado com o extrato aquoetanólico para as células cancerosas, não identificada no extrato aquoetanólico.[10]
- Um estudo com estrato aquoso de Kalanchoe daigremontiana e Aloe arborescens em células de medula óssea cancerosa humana, indicou que os extratos vegetais Kalanchoe daigremontiana e Aloe arborescens afetam o metabolismo das células tumorais, têm atividade antitumoral e são potenciais desenvolvimento de medicamentos antitumorais para o tratamento do mieloma múltiplo.[11]

## Toxicidade
Bryophyllum daigremontianum é tóxica podendo causar distúrbios digestivos severos e efeitos cardiotóxicos, especialmente se as flores forem consumidas. É perigosa para animais de estimação, sendo também conhecida por causar a morte de gado na África do Sul e Austrália.
A Kalanchoe delagoensis e a Kalanchoe daigremontiana são as Kalanchoes mais tóxicas entre as espécies desse gênero.

## Galeria

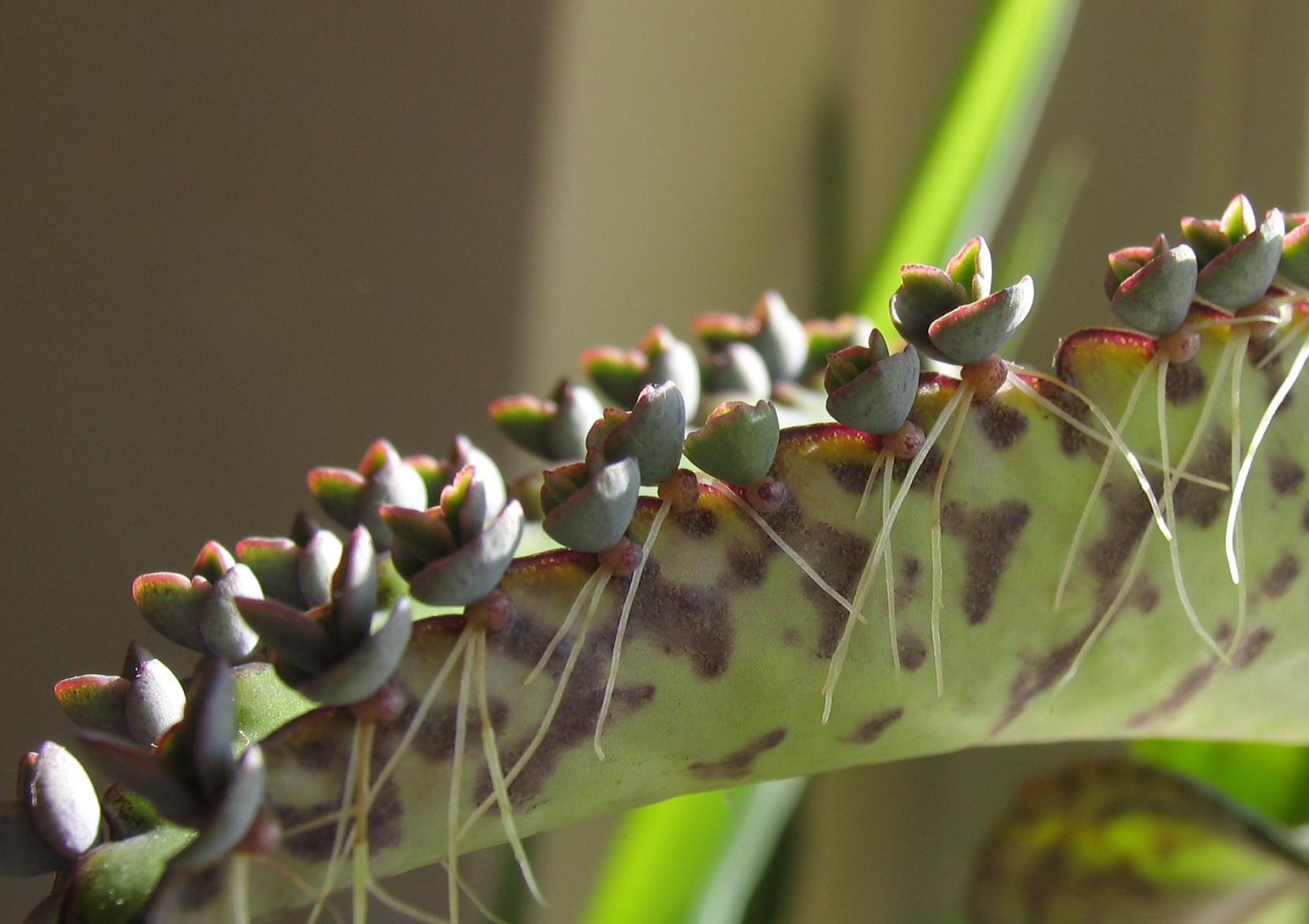
Brotos na borda da  folha
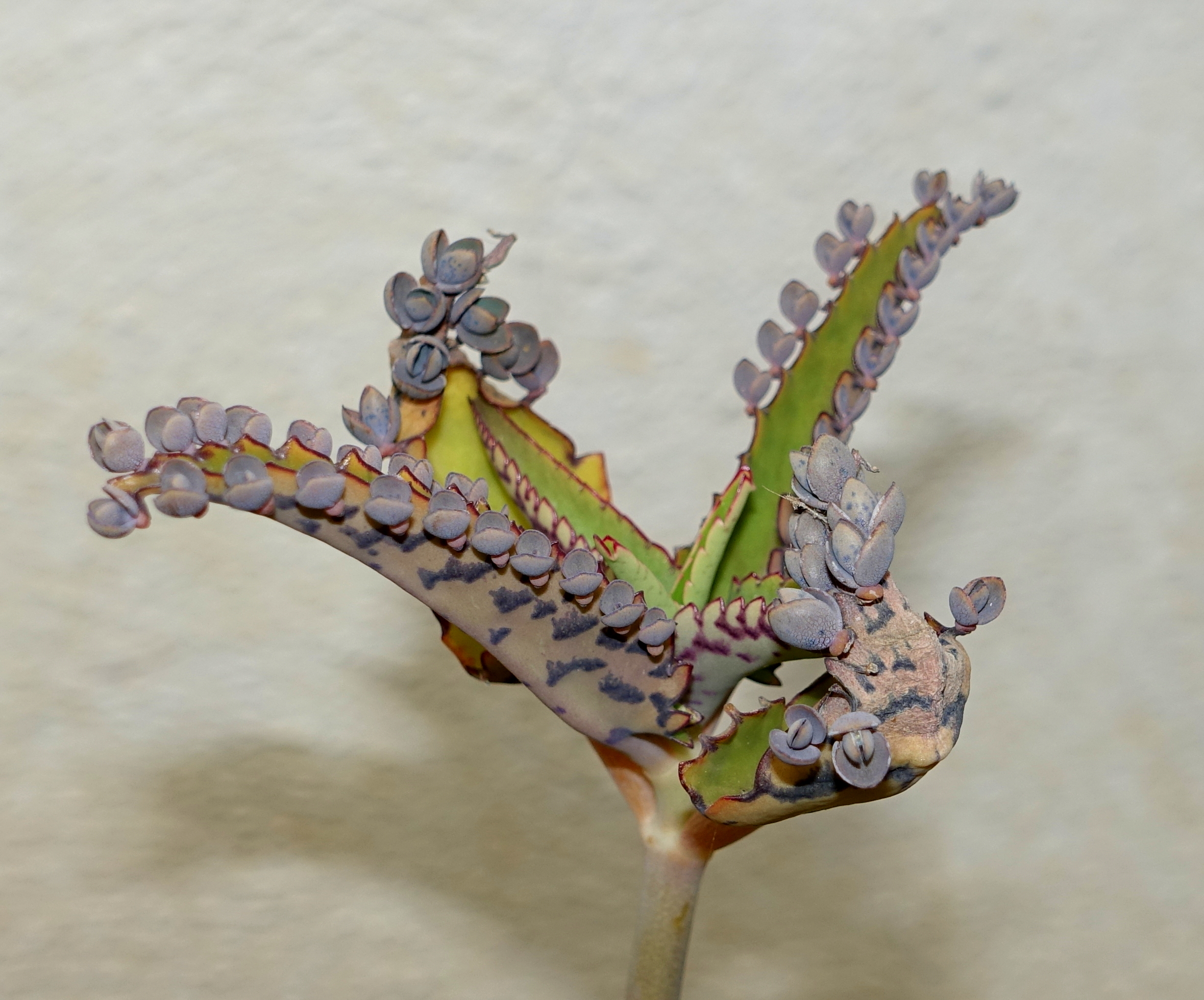
Brotos
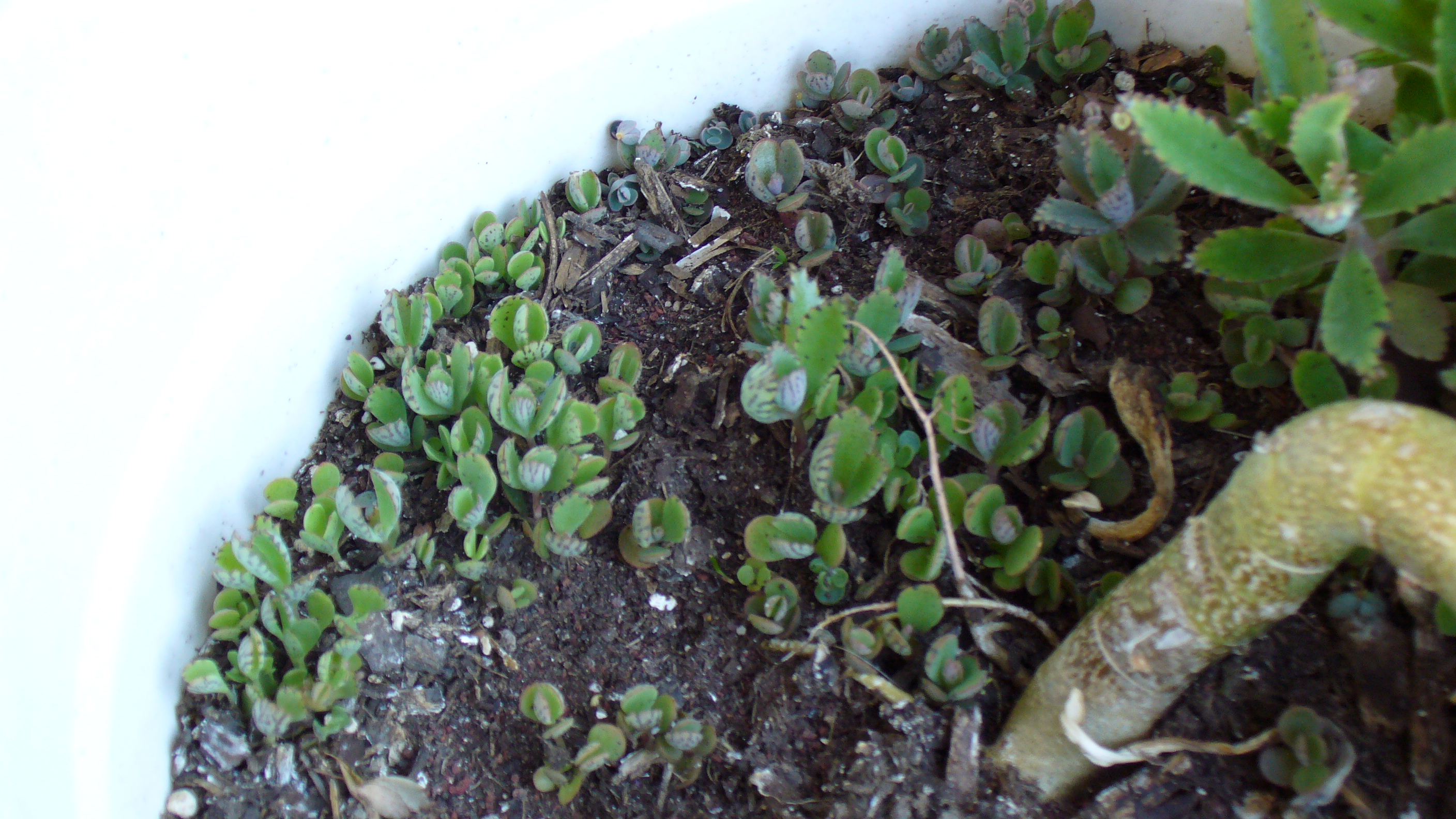
Brotos caídos no substrato
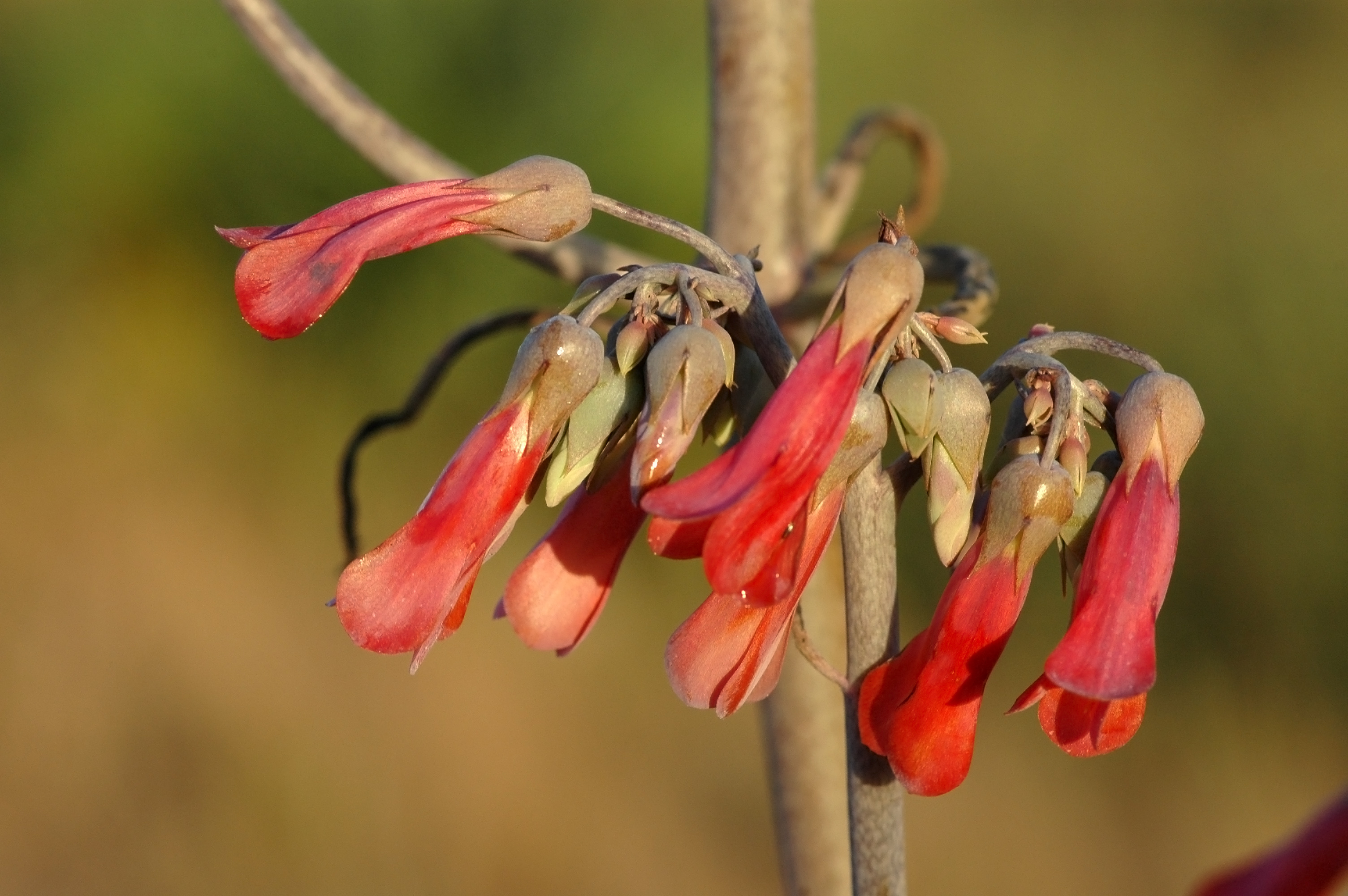
Flores
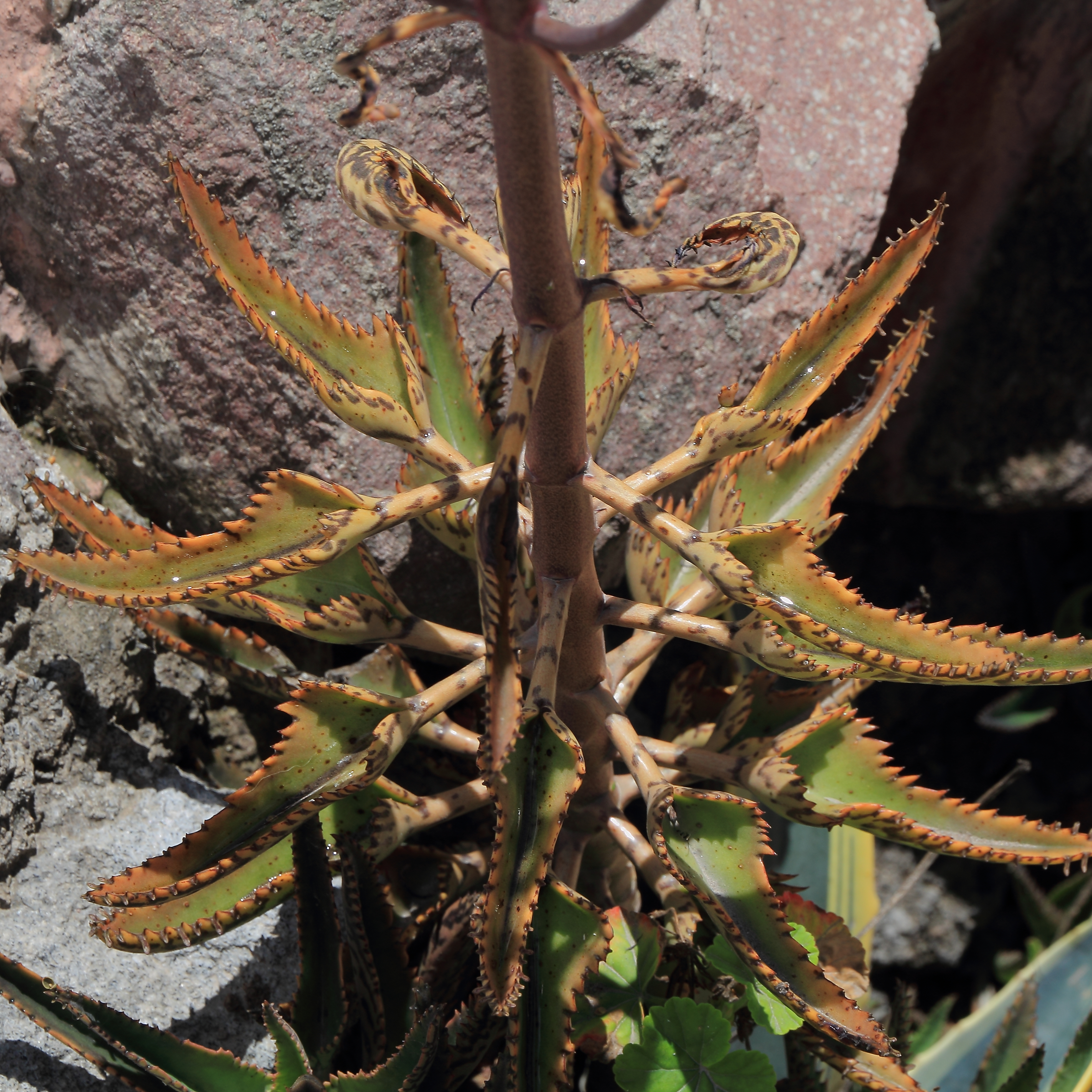
Planta amarelada devido a seca